# Lotus Evora
De Lotus Evora is in juli 2008 gepresenteerd op de British International Motor Show in Londen. Het model werd eerst 'Project Eagle' genoemd. Het is voor het eerst sinds de introductie van de Elise in 1995 dat Lotus een nieuwe auto presenteert. Er wordt ook een krachtigere versie van de Evora gebouwd, de  Lotus Evora S.
In het voorjaar van 2013 lanceerde Lotus een speciale versie van de Evora,  de Evora Sports Racer, deze Evora is te herkennen aan zijn zwarte onderdelen en is enkel verkrijgbaar in Europa.